# 360 (jeu vidéo)
360 (aussi orthographié Three Sixty) est un jeu vidéo de course sorti en 1999 sur PlayStation. Le jeu a été développé et édité par Cryo Interactive.
Une adaptation du jeu sort sur Game Boy Color l'année suivante sous le titre Rip-Tide Racer.

## Système de jeu
Aux commandes d'un hoverbike (sorte de moto volante), le joueur doit gagner différentes courses dans un univers post-apocalyptique. Les différents participants peuvent se tirer dessus.